# Nukissiorfiit
Nukissiorfiit („wo man Energie findet“) ist das grönländische staatliche Versorgungsunternehmen.

## Geschichte
1949 wurde in Grönland erstmals ein Strommast aufgestellt, nachdem 1946 eine erste Telegrafen- und Wetterstation errichtet worden war und dann beschlossen worden war, dass in Nuuk, Sisimiut, Aasiaat und Qaqortoq kalorische Kraftwerke, welche mit Heizöl betrieben werden, errichtet werden sollen. Das erste Ölkraftwerk wurde 1949 in Nuuk eröffnet. Im Jahr darauf wurde Grønlands Tekniske Organisation (GTO) gegründet, das mit der technischen Versorgung des Landes beauftragt war. Im Jahr 1959 wurde das Unternehmen zusätzlich mit der Wasserversorgung beauftragt, wobei das erste Wassernetz schon 1950 in Narsaq gebaut wurde. 1960 wurde in Maniitsoq das erste Heizkraftwerk errichtet. 1975 hatten alle Gemeindehauptorte Grönlands ein Kraftwerk, als in Kangaatsiaq auch eines errichtet wurde. 1985 hatten auch alle Städte eine gesicherte Wasserversorgung und im selben Jahr wurde GTO zum Staatsunternehmen und 1987 der Regierung zugeteilt. Dabei wurde das Unternehmen in Nuna-Tek, kurz für Nunatsinni Teknikkikkut Ingerlatsivik („Technische Verwaltung in unserem Land [=Grönland]“) umbenannt. Die Sparte Nuna-Tek Nukissiorfiit war von da an mit der Energieversorgung beauftragt. Sie hatte den Sitz in Nuuk und eröffnete dann eine Filiale in jeder Stadt, sowie ein Büro in Kopenhagen. 1990 wurde die Energieabteilung gesondert verstaatlicht.
1993 wurde in Nuuk das Wasserkraftwerk Bukse Fjord als erstes Wasserkraftwerk in Grönland eröffnet. 1991 wurde das Unternehmen in Nukissiorfiit – Grønlands Energiforsyning umbenannt und 2006 in Nukissiorfiit. 2007 wurde Sarfannguit als erster Ort mit Stromzählern ausgestattet, die es seit 2012 überall im Land gibt. 2010 wurde erstmals Strom aus Wasserstoff gewonnen. Heute werden aber 70 % des erzeugten Stroms aus erneuerbaren Energien gewonnen, der Rest aus kalorischen Ölkraftwerken. Bis 2030 soll Grönlands Energie vollständig aus erneuerbaren Energiequellen stammen.

## Organisation
Nukissiorfiit ist für die Strom-, Wasser- und Wärmeversorgung in Grönland zuständig. Zu diesem Zweck betreibt das Unternehmen 91 Kraftwerke, 5 Wasserkraftwerke, 3 Solaranlagen und 2 Windkraftanlagen sowie 69 Wasserwerke und 23 Wärmewerke. Insgesamt wurden 2021 244 Mio. kWh Strom produziert, 5 Mio. m³ Trinkwasser aufbereitet und 322 Mio. kWh Wärme produziert. 66 % der Stromerzeugung stammten aus den fünf Wasserkraftwerken, 6 % aus Müllverbrennung und 28 % aus fossilen Brennstoffen.
Die fünf Wasserkraftwerke Paakitsoq (errichtet 2013, 22,5 MW), Sisimiut (errichtet 2010, 15,0 MW), Buksefjorden (errichtet 1993, 45,0 MW), Qorlortorsuaq (errichtet 2008, 7,6 MW) und Tasiilaq (errichtet 2004, 1,2 MW) versorgen die Städte Ilulissat, Sisimiut, Nuuk, Narsaq, Qaqortoq und Tasiilaq und damit rund 63 % der Bevölkerung.